# Stäkets rivning

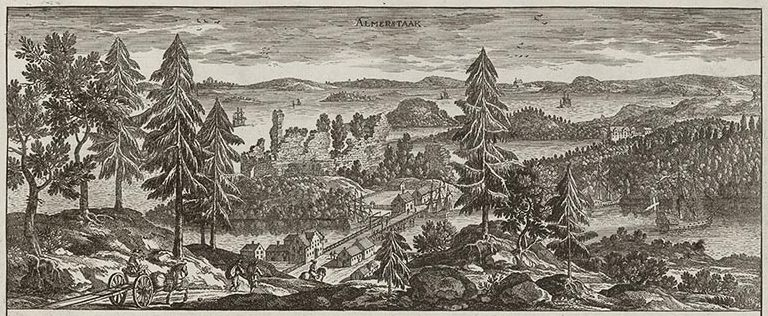
Borgruinen vid Almarestäket på 1670-talet i Suecia antiqua et hodierna.

Stäkets rivning var rivningen av Almare-Stäkets borg 1518, ärkebiskopens borg, och var slutpunkten på en maktkamp mellan Sveriges riksföreståndare Sten Sture den yngre och ärkebiskopen Gustav Trolle. Borgen låg på Stäketsholmen i Mälaren i Uppland vid den viktiga vattenleden mellan Uppsala och Stockholm och vid landsvägen mellan Västerås och Stockholm. Frågan kom att gälla om ärkebiskopen hade rätt till Stäkes län eller om riksföreståndaren kunde dra in länet till kronan.

## Bakgrund
Efter nyår 1512 avled Sveriges riksföreståndare Svante Nilsson efter ett slaganfall och riksrådet valde därför Upplands lagman Erik Trolle till ny riksföreståndare. Svante Nilssons 19-årige son Sten Sture den yngre tog dock snabbt kontrollen över faderns borgar och lyckades få riksrådets definitiva beslut uppskjutet tills fredsförhandlingarna med Danmark var avklarade. Under tiden reste han runt i Sverige och lät sig hyllas som riksföreståndare av olika bondeförsamlingar genom att påstå att andra redan gjort detsamma. Sten Svantesson ändrade också namn till Sten Sture, en hänvisning till Sten Sture den äldre som han inte alls var släkt med. I april 1512 kunde Sverige och Danmark enas om ett avtal som gjorde slut på kriget. När riksrådet åter möttes under sommaren hade Sten Sture lyckats stärka sin position och fått flera riksråd på sin sida. Den 23 juli 1512 valdes Sten Sture av riksrådet till riksföreståndare.
Den 80-årige ärkebiskopen Jakob Ulvsson avgick 1514. I enlighet med kanonisk rätt föreslog han som sin efterträdare den 26-årige Gustav Trolle, son till Erik Trolle. Av påven Leo X fick Trolle dennes skydd för den under ärkebiskopen lydande Almare-Stäkets borg och länet omkring detta. Påven gav också Gustav Trolle rätt att utlysa interdikt över den eller dem som bestred denna rätt. Påven gav honom också rätt att hålla en militär trupp på 400 man samt absolution för vad denna trupp kunde tänkas göra.
När Gustav Trolle återvände till Sverige från Rom i september 1515 fick han veta att Sten Sture dragit in länet kring Almarestäket. Gustav Trolle hävdade att länet för evig tid hade överlåtits till ärkebiskopssätet medan Sten Sture hävdade sin rätt att dra in och förläna län. Gustav Trolle började förbereda sig på en militär sammandrabbning genom att samla förråd och förstärka Almarestäket med kanoner. Sten Sture försökte få riksrådet med sig för att göra en väpnad insats mot ärkebiskopen utan framgång. Den rådsherre som i första hand var motståndare mot Sten Stures planer var slottsherren på Nyköpings slott, Sten Kristiernsson (Oxenstierna). I oktober 1516 kunde Sten Stures trupper storma slottet och gripa Sten Kristersson som dog kort senare. I samma operation fängslades Bengt Laurensson, lagmannen Erik Trolle, Nils Bosson (Grip) samt Peder Turesson (Bielke). Bengt Laurensson dömdes till döden för högförräderi och avrättades år 1517.

## Belägring
På hösten 1516 inledde Sten Sture en belägring av Stäket. Denne menade att då Gustav Trolle varken avlagt trohetsed till riksföreståndaren eller sin ed till riksrådet måste han ha avlagt trohetsed till någon annan. Denne måste vara Kristian II och Gustav Trolle skulle då vara landsförrädare. Vid ett ständermöte i Arboga vid nyåret 1517 fick Sten Sture fortsatt mandat att belägra Stäket. Försök från biskopar att medla mellan Sten Sture och ärkebiskopen avvisades av Sten Sture. Vid ett riksmöte i Stockholm i november 1517 förklarades Gustav Trolle skyldig och mötet beslutade att riva Almarestäket. I det av riksmötet utfärdade dombrevet förklarades ärkebiskopen skyldig till högmålsbrott och att borgen skulle rivas ned. De närvarande lovade att bistå varandra om domkapitlet eller ärkebiskopen skulle bannlysa dem.
Ärkebiskopen tvingades kapitulera före årsskiftet 1518 och fängslades i Västerås slott. Kort senare avsade han sig ämbetet som ärkebiskop.

## Rivning av Stäket
Dombrevet eller sammansvärjningsbrevet kom att få en avgörande betydelse vid Stockholms blodbad. Brevet utfärdades den 23 november 1517 av biskoparna Hans Brask av Linköping, Mattias av Strängnäs, Otto av Västerås, Arvid av Åbo, electus Hemming Gadh, riddaren Erik Johansson (Vasa), Kristiern Bengtsson (Oxenstierna) och Holger Karlsson, Bengt Arendsson, Axel Posse, Bengt Abjörnsson, Johan Jönsson, Mogens Gren, Axel Mattsson, Henrik Erlandsson och Bengt Gylta samt "med menige friborne frälsemän över allt riket och borgmästare och rådmän i Stockholm med den menige man och allmoge, fullmäktige för sig och alle andra hemma sittandes, som dem med fullmakt försedde och hit till mötet utsände". I brevet förklarade sig utfärdarna vara överens om att Almarestäket ska rivas och att de aldrig mer vill ha Gustav Trolle som ärkebiskop. För den händelse att de eller någon av deras drabbas av obestånd, bannlysning eller besvär från den romerska kurian för detta lovar utfärdarna att i samdräkt inbördes avvärja all skada och fördärv som detta kan medföra av "påvens gård" eller annorstädes. Den andliga domstol som sammanträdde på slottet Tre Kronor i Stockholm den 8 november 1520 ansåg att då man förbundit sig att hålla samman mot den katolska kyrkans bud gjort sig skyldiga till uppenbart kätteri.
Rivningen av borgen inleddes under 1518 och tegel från den rivna borgen kördes till Stockholm 1519 för återanvändning. Själva borgen återuppbyggdes aldrig och 1530 var den enda byggnaden på platsen en ladugård.

### Bilder, borgruinen idag

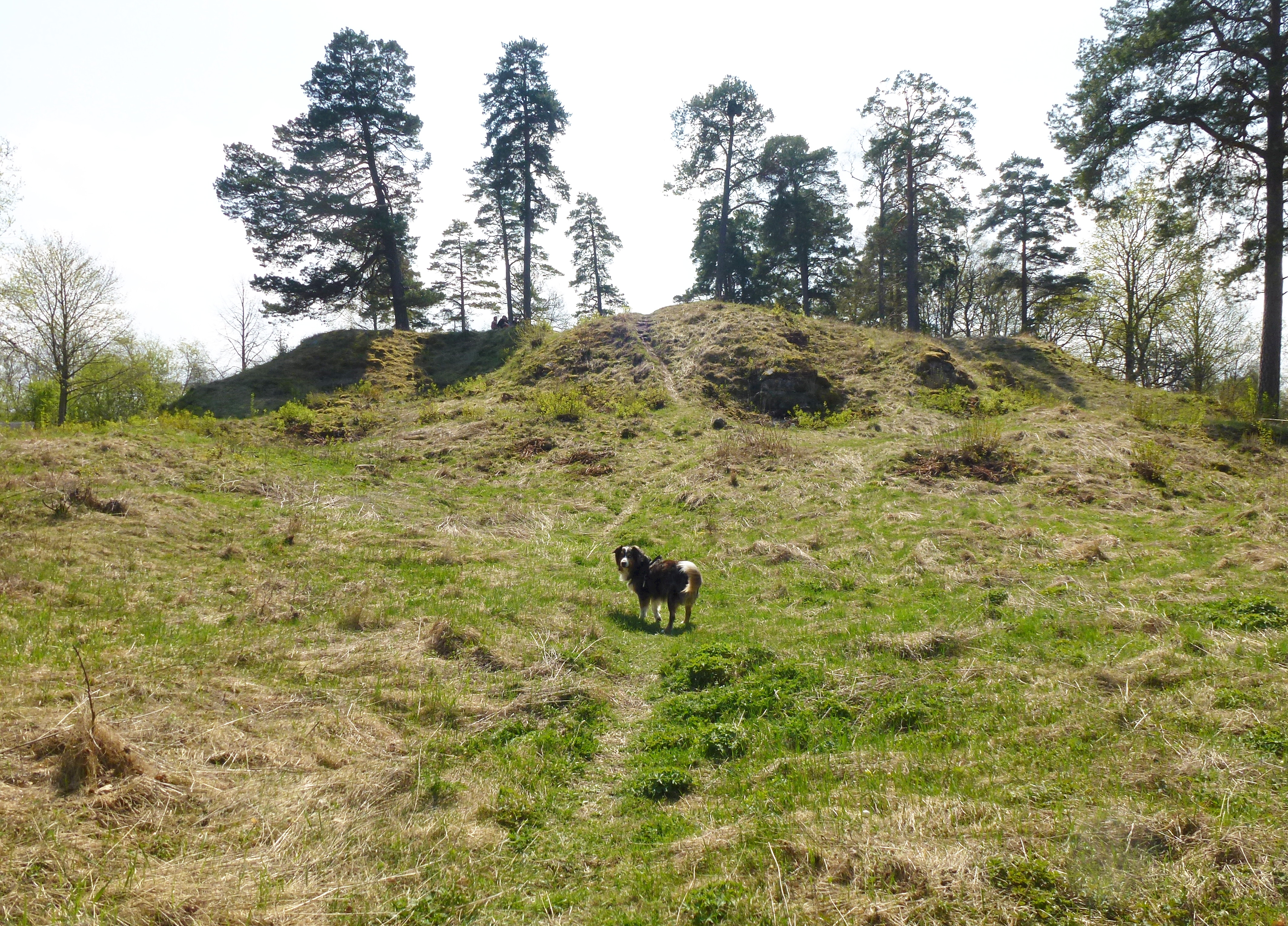
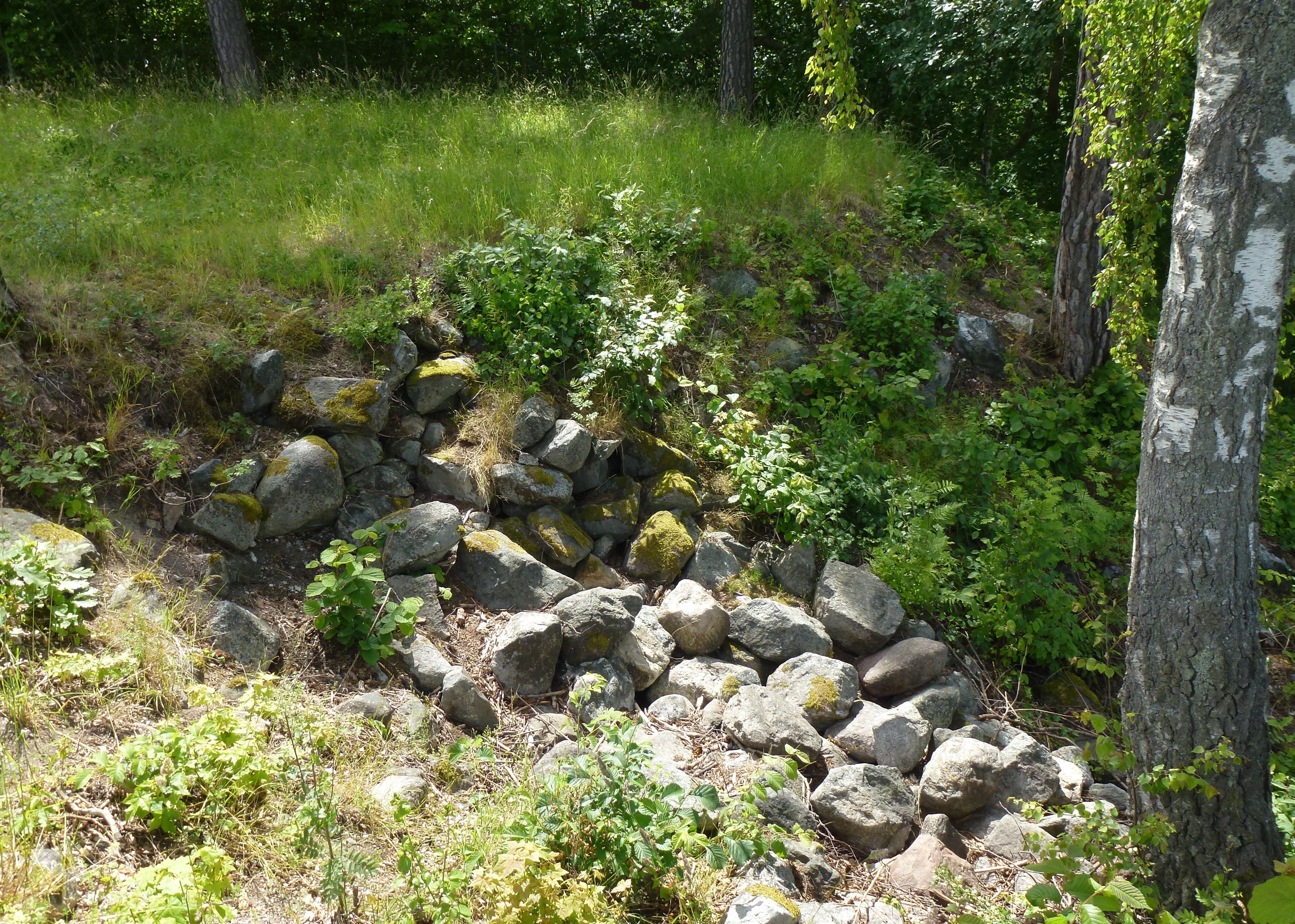
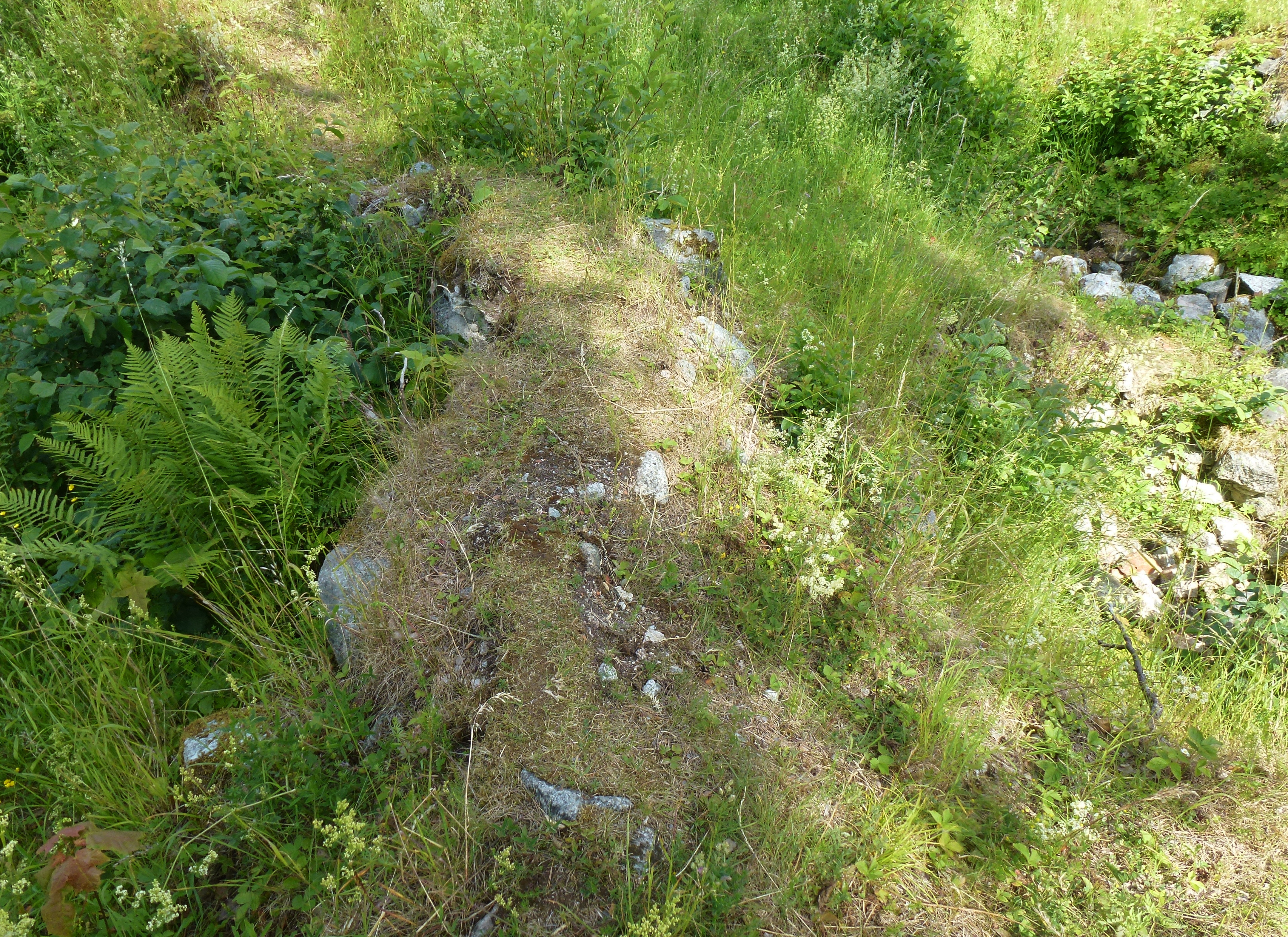
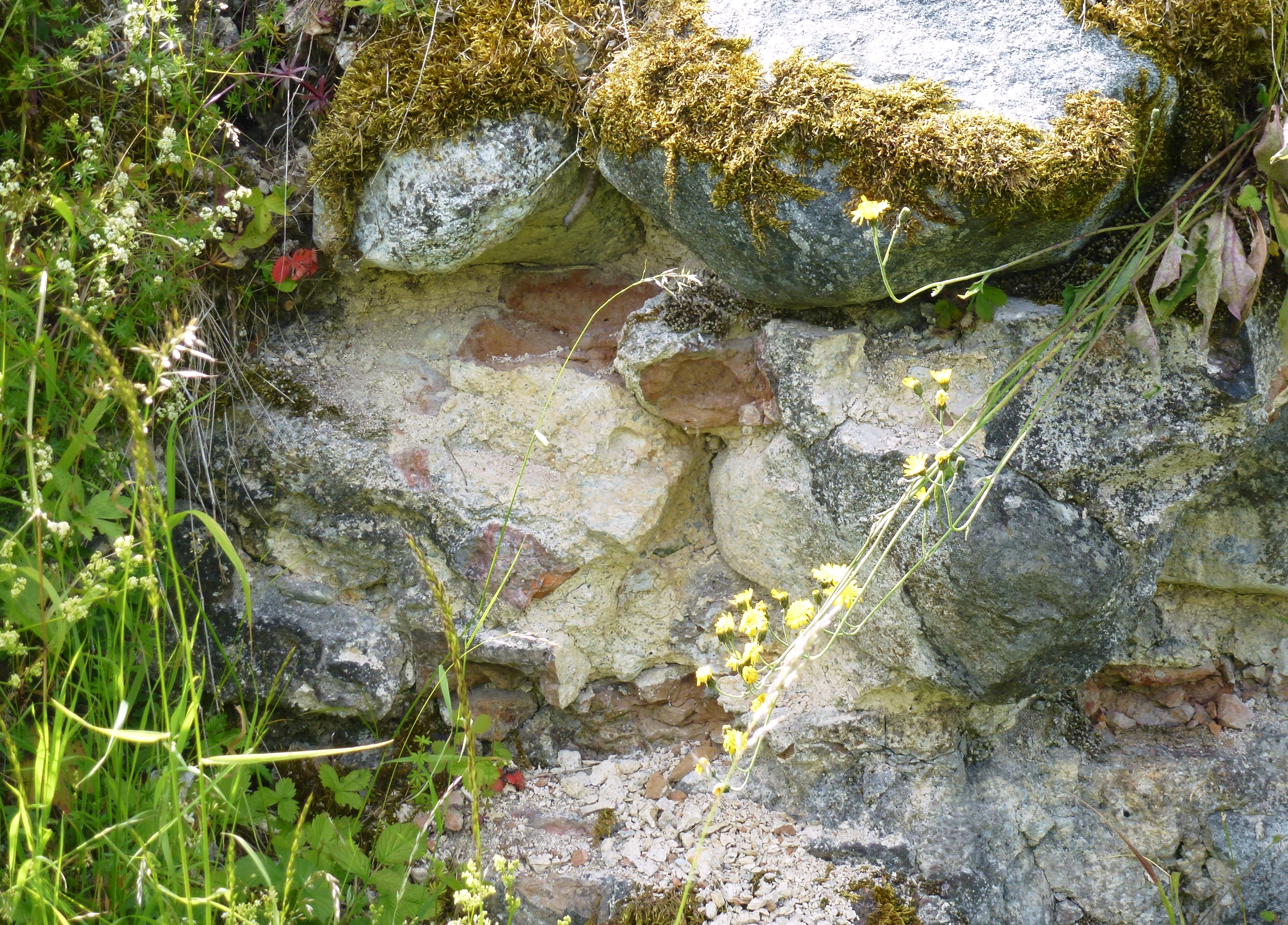
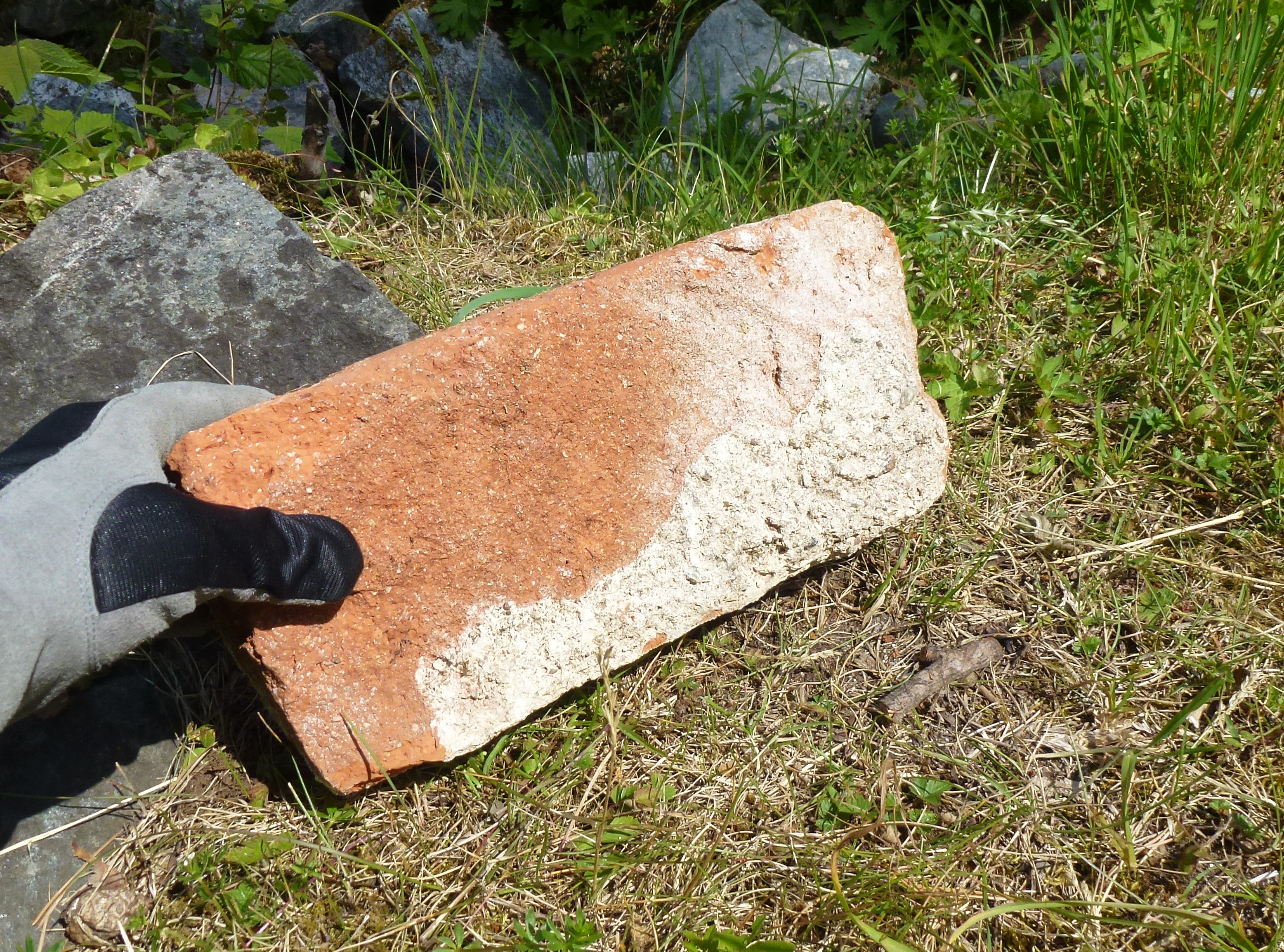